# Schizoturanius tabescens
Schizoturanius tabescens är en mångfotingart som först beskrevs av Anton Julius Stuxberg 1876.  Schizoturanius tabescens ingår i släktet Schizoturanius och familjen plattdubbelfotingar. Inga underarter finns listade i Catalogue of Life.